# Manuel Peçanha
Manuel Peçanha, beter bekend onder zijn spelersnaam Lelé (23 februari 1918 – 16 augustus 2003) was een Braziliaans voetballer.

## Biografie
Lelé begon zijn carrière bij Madureira, waar hij samen met Jair en Isaías het befaamde aanvallerstrio Os Três Patetas. Op verzoek van coach Ondino Viera werd het drietal in 1943 naar Vasco da Gama gehaald. In 1945 was hij topschutter van het Campeonato Carioca met 13 goals.
Hij speelde ook enkele wedstrijden voor het nationale elftal, in deze periode werden er ook maar weinig wedstrijden gespeeld.